# Förbundsförsamlingen (Tyskland)

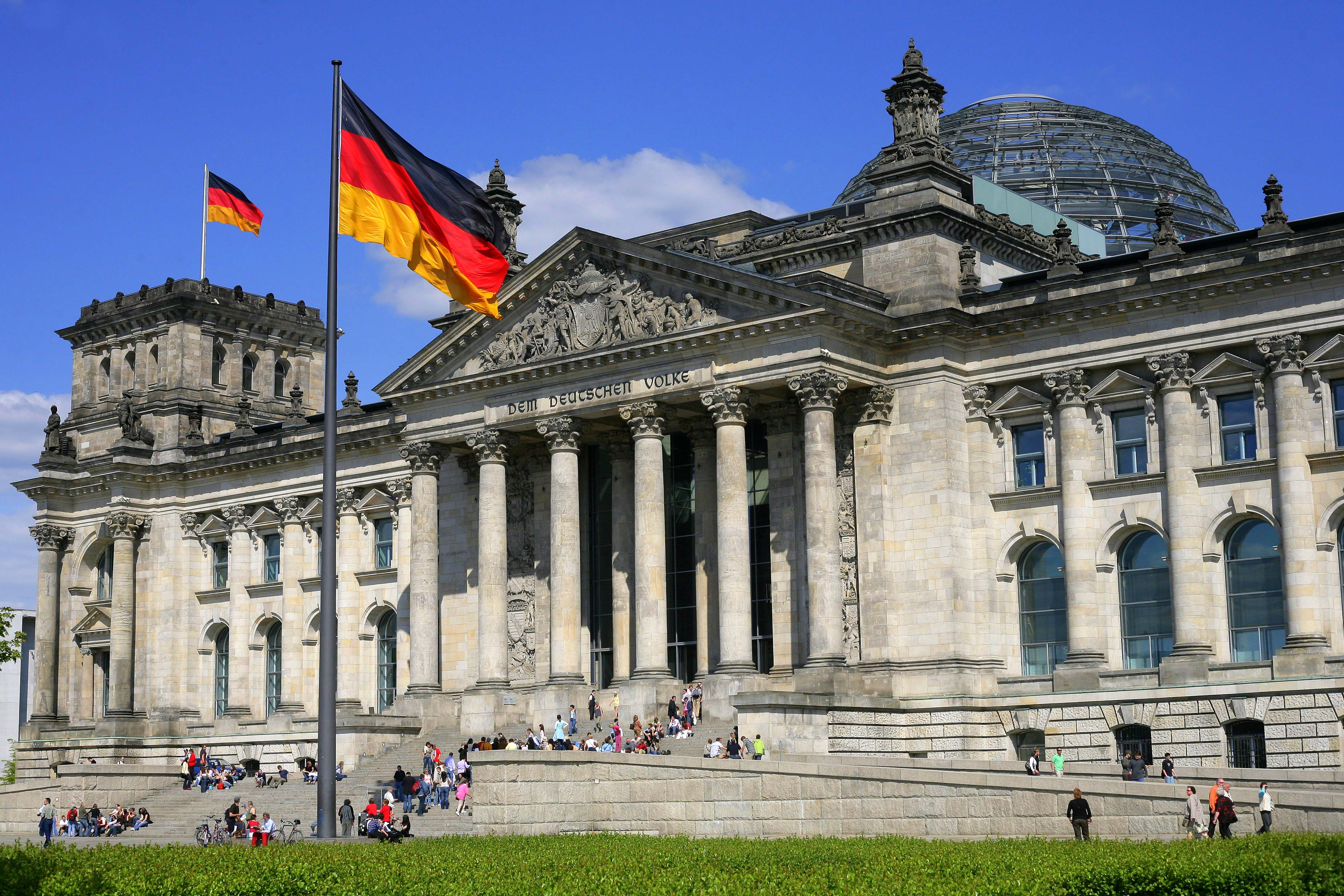
Riksdagshuset i Berlin (huvudsaklig mötesplats sedan 1994)

Förbundsförsamlingen (tyska: Bundesversammlung) är ett särskilt organ i Tysklands parlamentariska system, vars enda uppgift är att välja Tysklands förbundspresident.
Val regleras av Art. 54  i den tyska grundlagen och i lagen om val av förbundspresident genom förbundsförsamlingen. Förbundsförsamlingen är sammansatt till hälften av förbundsdagens ordinarie ledamöter och till hälften av regionala representanter utsedda av förbundsländernas delstatsparlament.

## Medlemmar
Förbundsförsamlingen består av ledamöterna i  Tysklands förbundsdag (ex officio) och lika många medlemmar som väljs av delstaternas folkrepresentationer (Landtag, Abgeordnetenhaus, Bürgerschaft). Därmed är förbundsförsamlingen Tysklands största parlamentariska församling. Från 1954 fick också förbundsdagsledamöterna från Västberlin välja förbundspresident, även om dessa före Tysklands återförening inte hade rösträtt i den västtyska förbundsdagen.
Antalet ledamöter som varje folkrepresentation skickar till förbundsförsamlingen är avhängigt folkmängden i respektive delstat, varvid endast invånare med tyskt medborgarskap räknas. Förbundsregeringen kungör i tidskriften Bundesgesetzblatt antalet ledamöter som respektive lantdag skall välja.. Data som ligger till grund och den exakta metoden offentliggörs inte; 2009 pekade dock resultatet entydigt på Hare-Niemeyers metod. 2010 fick Hare-Niemeyers metod och den samtidigt för förbundsdagsval gällande uddatalsmetoden – som blev lagligt förankrad redan 2009, men som ännu inte använts – ett identiskt fördelningsresultat utifrån de ifrågavarande befolkningsuppgifterna.
Platserna som tilldelas en delstat utses sedan av respektive delstatsparlament genom proportionella val utifrån kandidatlistor motsvarande antalet avgivna röster i enlighet med d’Hondts metod. Kandidatlistornas fastställande och valet görs i enlighet med respektive lantdags ordning; genom federal lag stadgas visserligen, att ledamöterna har en röst var, att listorna är slutna, och att om lika jämförelsetal föreligger för det sista mandatet efter fördelning genom d’Hondts metod, avgörs det genom lottning.
Flera av delstatsparlamenten (2010 var det 10 av 16) ställer bara upp en enda gemensam kandidatlista, där kandidaterna fördelas på partierna proportionellt efter delstatsparlamentets sammansättning. Därmed säkras resultatet också när inte alla ledamöter är närvarande eller några röstar avvikande. Ett sådant valförfarande är i sig korrekt. I praktiken används emellertid en konstruktion, där de tillsatta platserna i bästa fall kan uppfattas som en lista, medan platser för eventuella ersättare disponeras partivis (exempel: om en CDU-medlem är förhindrad att utföra uppdraget, ersätts denne alltid av en annan CDU-medlem och inte av någon längre nerifrån på listan oavsett parti). Detta har kritiserats av ett flertal namnkunniga statsvetare. Vid presidentvalet 2010 förelåg fortfarande ett ärende om 2009 års presidentval hos Tysklands författningsdomstol. I 2010 års presidentval godkändes inte ett förslag härom av förbundsdagens talman; NPD har därför inkommit med en ny anmälan till författningsdomstolen.
Den som är valbar till förbundsdagen är valbar till förbundsförsamlingen. Företrädarna som sänds till förbundsförsamlingen behöver inte vara ledamöter i folkrepresentationerna; vid sidan av delstaternas toppolitiker väljs även regelmässigt tidigare politiker, kändisar, idrottsmän och konstnärer. Förbundsförsamlingens ledamöter är inte bundna av instruktioner och anses inte heller förhindrade som ledamöter på grund av andra uppdrag.
Om en förbundsdagsledamot, som har invalts i förbundsdagen på överhängsmandat, avgår efter att antalet delstatsrepresentanter i förbundsförsamlingen fastställts, så förblir den platsen tom, eftersom överhängsmandaten inte har några ersättare. På grund härav kan det inträffa att antalet delstatsrepresentanter är större än antalet förbundsdagsledamöter. Så var fallet 2004.
Förbundsförsamlingens ledamöter åtnjuter (från det då de antar uppdraget efter att ha valts, tills förbundsförsamlingens sammanträde avslutats) immunitet, indemnitet och uppsägningsskydd. Förbundsdagens immunitetsutskott beslutar om upphävande av immuniteten. Den 12 juli 2007 infogades denna, i överensstämmelse med rådande praxis, befogenhetsreglering i lagen om val av förbundspresident.

## Valperiod och samlingsplats
Förbundsförsamlingen samlas senast trettio dagar före förbundspresidentens mandatperiod löper ut, alltså som regel vart femte år.

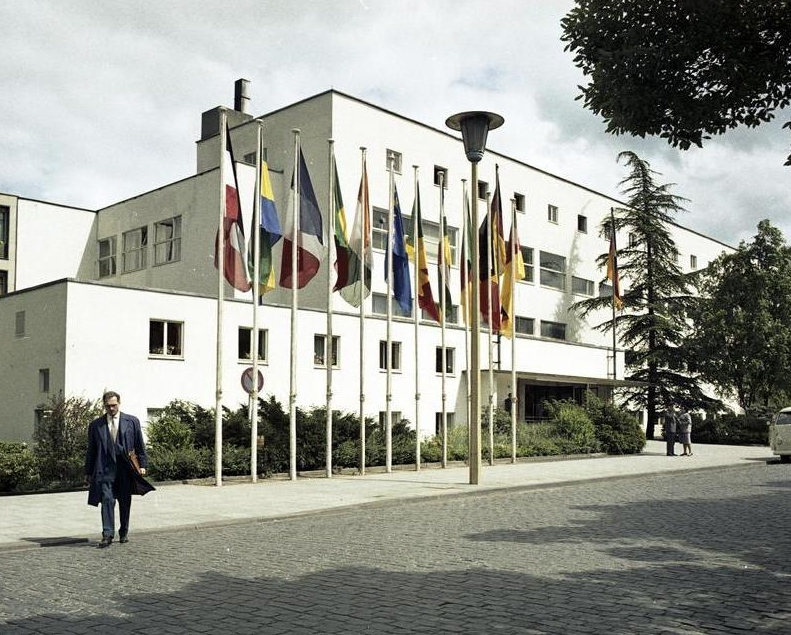
Bundeshaus i Bonn,
mötesplats 1949

Ostpreussenhalle på mässområdet i stadsdelen Westend i Västberlin var mötesplats för förbundsförsamlingen från och med 1954 till och med 1969.

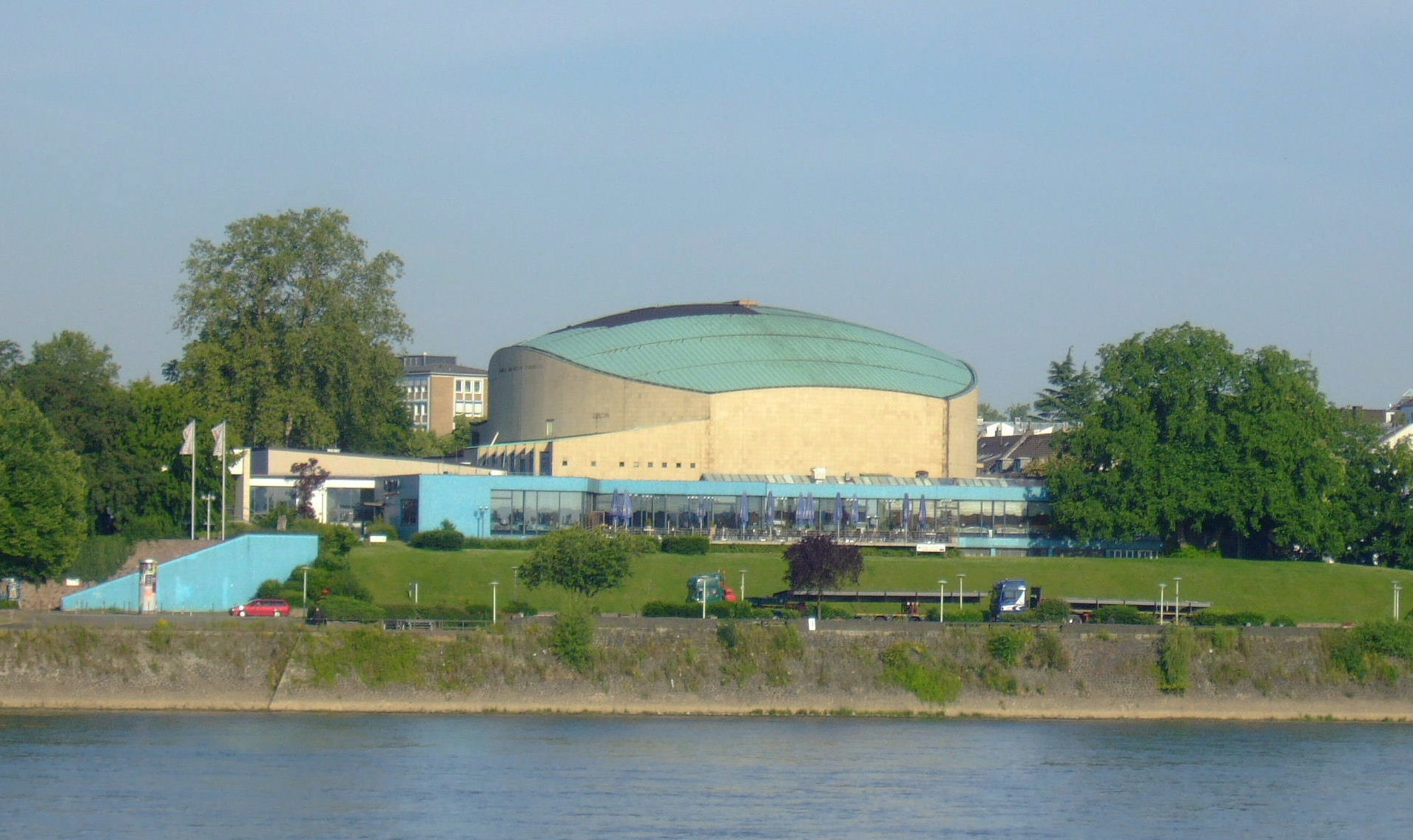
Beethovenhalle i Bonn,
mötesplats 1974–1989

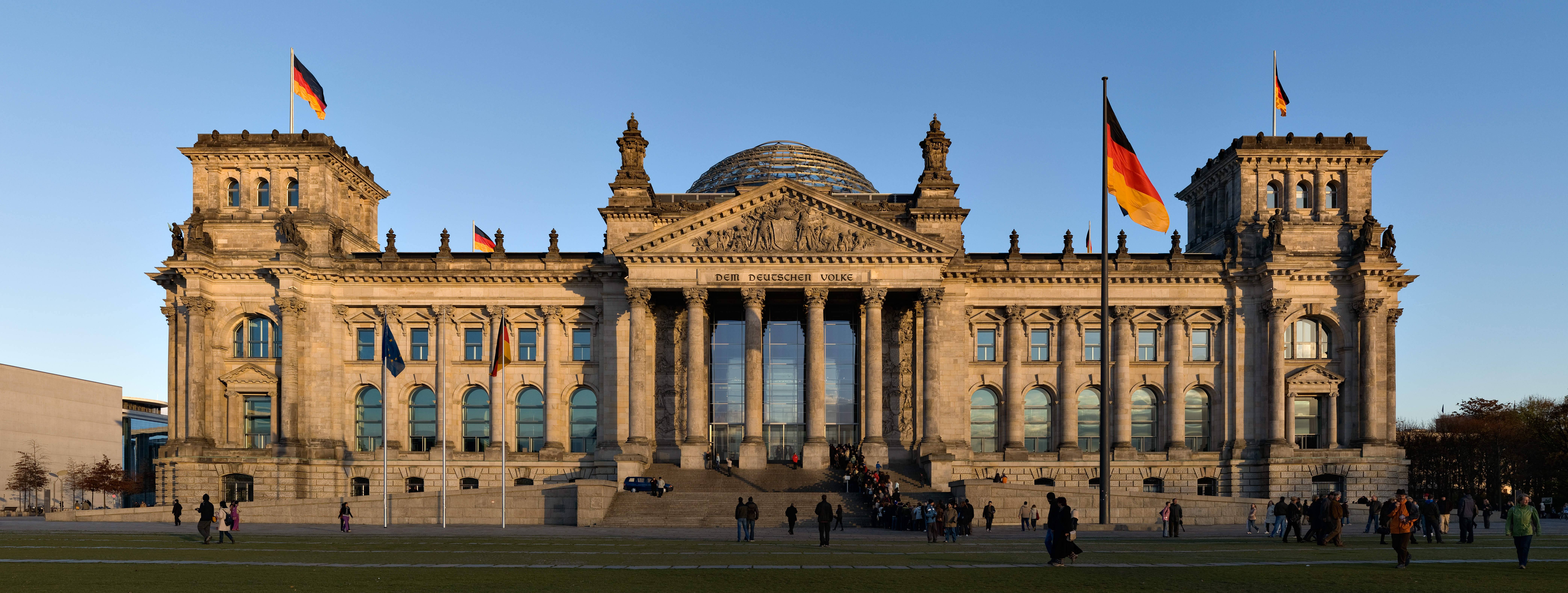
Riksdagshuset i Berlin,
huvudsaklig mötesplats sedan 1994.

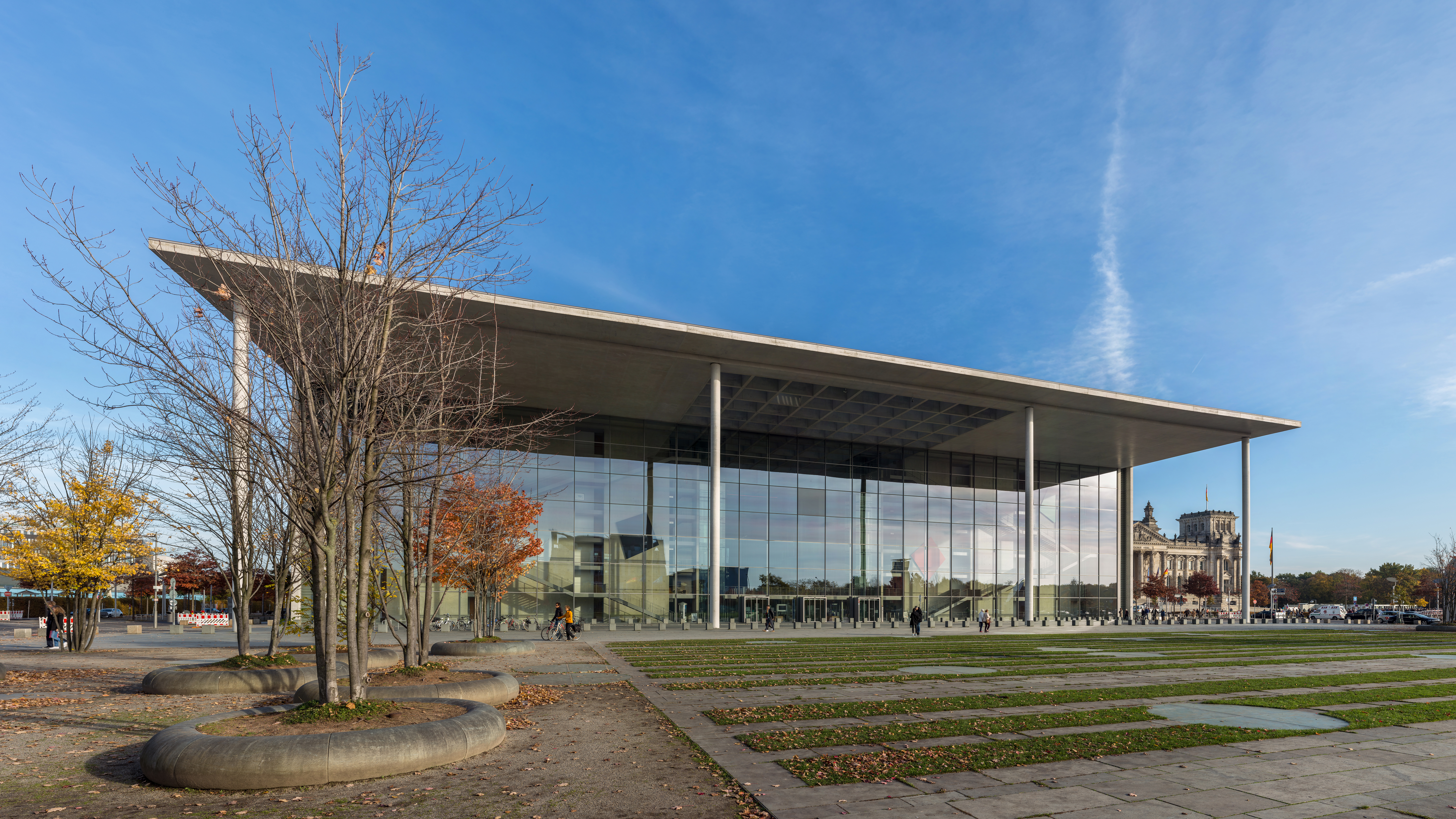
Paul-Löbe-Haus, precis norr om riksdagshuset i Berlin. Här hölls den 17:e förbundsförsamlingen 2022 på grund av Covid-19-pandemin.

Ifall mandatperioden tar slut i förtid träder förbundsförsamlingen samman senast trettio dagar därefter. Förbundsdagens talman sammankallar församlingen. Han fastställer även tidpunkt och plats för sammanträdet. Det är en uttalad sedvänja att förbundsdagens vice talmän, det vill säga äldsterådet (motsvarande talmanskonferensen i Sverige) samt partigruppernas ordförande är delaktiga i beslutet.
Den 23 maj, årsdagen för den tyska grundlagens kungörelse, var efter 1979 den sedvanliga valdagen. Såsom förbundsdagens talman valde Karl Carstens ”författningsdagen” 1979 för den sjunde förbundsförsamlingens sammanträde, av vilken han själv valdes till förbundspresident. Hans efterträdare höll sedan fast vid den 23 maj. Förbundspresidenterna Horst Köhlers och Christian Wulffs avgångar gjorde dock i båda fallen ett avvikande datum nödvändigt, eftersom en ny president ska väljas inom 30 dagar efter avgången. Därför sker valet inte nu längre den 23 maj och detta har hållit i sig sedan dess eftersom valet brukar ske i samma månad fem år senare före mandatperiodens utgång.
Den första förbundsförsamlingen sammanträdde i Bonn. Den andra förbundsförsamlingen 1954 samlades däremot i Berlin. Sovjetunionen lade in en protest emot det, då denna handling enligt dem stred emot stadens fyrmaktsstatus. Förutom en önskan att demonstrera den olösta Berlinfrågan motiverades också platsvalet av solidaritet med befolkningen i Östtyskland efter upproret den 17 juni 1953. Först i fyrmaktsavtalet fastslogs, att förbundsförsamlingen framgent skulle mötas i Bonn. Sedan den tyska återföreningen (1990) har alla förbundspresidentval skett i Berlin.
|    | Datum         | Plats                      | Vald                    | Valomgångar | Röster (giltiga) | Andel  | Parti |
| -- | ------------- | -------------------------- | ----------------------- | ----------- | ---------------- | ------ | ----- |
| 1  | 12 sept. 1949 | Bonn – Bundeshaus          | Theodor Heuss           | II          | 416 av 804       | 51,7 % | FDP   |
| 2  | 17 juli 1954  | Berlin – Ostpreussenhalle  | Theodor Heuss           | I           | 871 av 1018      | 85,6 % | FDP   |
| 3  | 1 juli 1959   | Berlin – Ostpreussenhalle  | Heinrich Lübke          | II          | 526 av 1038      | 50,7 % | CDU   |
| 4  | 1 juli 1964   | Berlin – Ostpreussenhalle  | Heinrich Lübke          | I           | 710 av 1042      | 68,1 % | CDU   |
| 5  | 5 mars 1969   | Berlin – Ostpreussenhalle  | Gustav Heinemann        | III         | 512 av 1036      | 49,4 % | SPD   |
| 6  | 15 maj 1974   | Bonn – Beethovenhalle      | Walter Scheel           | I           | 530 av 1036      | 51,2 % | FDP   |
| 7  | 23 maj 1979   | Bonn – Beethovenhalle      | Karl Carstens           | I           | 528 av 1036      | 51,0 % | CDU   |
| 8  | 23 maj 1984   | Bonn – Beethovenhalle      | Richard von Weizsäcker  | I           | 832 av 1040      | 80,0 % | CDU   |
| 9  | 23 maj 1989   | Bonn – Beethovenhalle      | Richard von Weizsäcker  | I           | 881 av 1038      | 84,9 % | CDU   |
| 10 | 23 maj 1994   | Berlin – Reichstagsgebäude | Roman Herzog            | III         | 696 av 1324      | 52,6 % | CDU   |
| 11 | 23 maj 1999   | Berlin – Reichstagsgebäude | Johannes Rau            | II          | 690 av 1333      | 51,7 % | SPD   |
| 12 | 23 maj 2004   | Berlin – Reichstagsgebäude | Horst Köhler            | I           | 604 av 1204      | 50,1 % | CDU   |
| 13 | 23 maj 2009   | Berlin – Reichstagsgebäude | Horst Köhler            | I           | 613 av 1224      | 50,1 % | CDU   |
| 14 | 30 juni 2010  | Berlin – Reichstagsgebäude | Christian Wulff         | III         | 625 av 1242      | 50,3 % | CDU   |
| 15 | 18 mars 2012  | Berlin – Reichstagsgebäude | Joachim Gauck           | I           | 991 av 1228      | 80,7 % | –     |
| 16 | 12 febr. 2017 | Berlin – Reichstagsgebäude | Frank-Walter Steinmeier | I           | 931 av 1253      | 74,3 % | SPD   |
| 17 | 13 febr. 2022 | Berlin – Paul-Löbe-Haus    | Frank-Walter Steinmeier | I           | 1045 av 1437     | 72,7 % | SPD   |

## Valets förlopp
Förbundsdagens talman är ordförande i förbundsförsamlingen. Vederbörande äger husrätt och polis- och ordningsmakt, vilket innebär att inte någon annan (regeringsmakt etc.) kan bestämma över lag och ordning under mötet, som endast ska följa de lagar som gäller för mötet osv. Förbundsförsamlingen har i regel ingen egen arbetsordning. Förbundsdagens arbetsordning gäller som motsvarande.
Alla medlemmar i förbundsförsamlingen får föreslå kandidater till presidentämbetet. I praktiken enas partigrupperna på förhand om kandidater. Valbara som förbundspresident är tyskar som har rösträtt till förbundsdagen och är äldre än 40 år. Nomineringarna måste lämnas till förbundsdagens talman. Dess lagenlighet prövas av presidiet. Hela förbundsförsamlingen måste emellertid besluta om avvisande av förslag. Kandidater kan också föreslås inför de andra och tredje valomgångarna. Ej nominerade kandidater kan inte väljas. I 1949 och 1954 års presidentval fanns ännu möjligheten att under pågående röstning spontant kunna skriva namnet på en person på röstsedeln, utan att denna person hade kandiderat eller kände till nomineringen. 
Förbundsförsamlingen konstituerar sig genom att fastställa om församlingen är beslutför, som inträffar när hälften av ledamöterna är närvarande. Efter ett kort inledningsanförande av förbundsdagens talman väljs protokollförare genom handuppräckning; denna uppgift brukar tillfalla förbundsdagens sekreterare. Vidare röstar man om yrkanden, när sådana föreligger.
Förbundspresidentvalet genomförs som en sluten omröstning utan debatt. Sluten omröstning eller slutet val sker genom valsedlar. Därför kallas ledamöterna var för sig till valbåset (som regel i alfabetisk ordning), där de fyller i röstsedeln och lägger den i valurnan. 
Den som erhåller ett flertal av ledamöternas röster blir vald (absolut majoritet). Om detta flertal saknas i första och andra valomgången, väljs den som i följande valomgång flest röster enats om (relativ majoritet eller enkel majoritet). Ordföranden förklarar förbundsförsamlingen avslutad när den valde accepterat uppdraget som personen just har blivit vald till. Den nyligen valde förbundspresidenten avger sedan sin ämbetsed vid sitt tillträde som president under ett gemensamt sammanträde med förbundsdagen och förbundsrådet. Om presidenten tillträder omedelbart efter valet (till exempel förbundspresident Joachim Gauck), sker ämbetseden redan under förbundsförsamlingen efter att kandidaten har accepterat uppdraget.

## Historia
Under Weimarrepubliken valdes rikspresidenten direkt av folket, i motsats dagens indirekt valde förbundspresident. Jämfört med direkt val leder det indirekta valsättet blott till en indirekt demokratisk legitimering av den valde. Denna degradering av legitimitetsnivån är uttryck för befattningshavarens reducerade behörighet – förbundspresidenten förfogar över betydligt mindre befogenheter än rikspresidenten gjorde på sin tid. 
Från 1954 till 1969 samlades förbundsförsamlingen i Ostpreußenhalle på mässområdet vid Berliner Funkturm (ett tv-torn) i Västberlin. Det ledde till regelmässiga protester från Östtyskland. Den 5 mars 1969 lät Sovjetunionen flyga MiG-21-jaktflygplan med överljudshastighet över Västberlin under pågående förbundsförsamlingsmöte. Från 1974 till 1989 ägde förbundsförsamlingens möten rum i Beethovenhalle i Bonn. Sedan 1994 är Riksdagshuset i Berlin huvudsakligen dess mötesplats (2022 hölls dock förbundsförsamlingen i en byggnad bredvid riksdagshuset på grund av covid-19-pandemin).

### 1:a förbundsförsamlingen (12 september 1949)
Den första förbundsförsamlingen ägde rum den 12 september 1949 i Bundeshaus i Bonn. Dess ordförande var förbundsdagens talman Erich Köhler.
FDP-ordföranden Theodor Heuss valdes till Tysklands första förbundspresident. Valet var följden av en koalitionsöverenskommelse mellan CDU/CSU och FDP, vilket innebar ett val av Heuss till president och Konrad Adenauer till förbundskansler. Till följd av regeringskoalitionens majoritet (CDU/CSU, DP och FDP) hade SPD-ordföranden Kurt Schumacher knappast någon chans att vinna valet. Ytterligare strökandidater fick några röster, några till och med utan att ha tillkännagett sig som kandidater.
| Bonn, 12 september 1949 – antal röster: 804 – absolut flertal: 403 | Bonn, 12 september 1949 – antal röster: 804 – absolut flertal: 403 | Bonn, 12 september 1949 – antal röster: 804 – absolut flertal: 403 | Bonn, 12 september 1949 – antal röster: 804 – absolut flertal: 403 | Bonn, 12 september 1949 – antal röster: 804 – absolut flertal: 403 |
| Valomgång                                                          | Kandidat                                                           | Antal röster                                                       | Andel                                                              | Parti                                                              |
| ------------------------------------------------------------------ | ------------------------------------------------------------------ | ------------------------------------------------------------------ | ------------------------------------------------------------------ | ------------------------------------------------------------------ |
| I                                                                  | Theodor Heuss                                                      | 377                                                                | 46,9 %                                                             | FDP                                                                |
| I                                                                  | Kurt Schumacher                                                    | 311                                                                | 38,7 %                                                             | SPD                                                                |
| I                                                                  | Rudolf Amelunxen                                                   | 28                                                                 | 3,5 %                                                              | Zentrum                                                            |
| I                                                                  | Hans Schlange-Schöningen                                           | 6                                                                  | 0,7 %                                                              | CDU                                                                |
| I                                                                  | Karl Arnold                                                        | 1                                                                  | 0,1 %                                                              | CDU                                                                |
| I                                                                  | Josef Müller                                                       | 1                                                                  | 0,1 %                                                              | CSU                                                                |
| I                                                                  | Alfred Loritz                                                      | 1                                                                  | 0,1 %                                                              | WAV                                                                |
| II                                                                 | Theodor Heuss                                                      | 416                                                                | 51,7 %                                                             | FDP                                                                |
| II                                                                 | Kurt Schumacher                                                    | 312                                                                | 38,8 %                                                             | SPD                                                                |
| II                                                                 | Rudolf Amelunxen                                                   | 30                                                                 | 3,7 %                                                              | Zentrum                                                            |
| II                                                                 | Hans Schlange-Schöningen                                           | 2                                                                  | 0,2 %                                                              | CDU                                                                |
| Därmed hade Theodor Heuss valts till förbundspresident.            |                                                                    |                                                                    |                                                                    |                                                                    |

### 2:a förbundsförsamlingen (17 juli 1954)

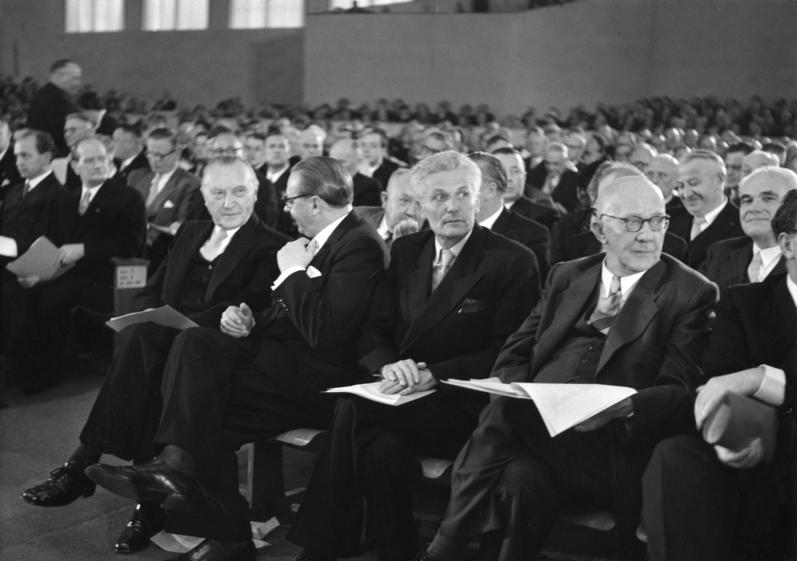
Förbundsförsamlingen 1954

Den andra förbundsförsamlingen sammanträdde den 17 juli 1954 i Ostpreußenhalle i Västberlin. Dess ordförande var förbundsdagens talman Hermann Ehlers.
Förbundspresident Theodor Heuss, som fick det högsta resultatet som någon kandidat fått, omvaldes på posten. Heuss, som skaffat sig mycken aktning under sin första mandatperiod på fem år, stöddes av både CDU/CSU, SPD och sitt eget parti, FDP. Övriga kandidater var Alfred Weber, som KPD utan dennes samtycke hade föreslagit. Återstående röster var ströröster, som utgjorde en stilla protest emot återvalet av Heuss. De röstande kunde också ange ett annat namn än de föreslagna kandidaterna på valsedeln. I gudstjänsten, som ägde rum inom förbundsförsamlingens ramar i Ostpreußenhalle på mässområdet vid Berliner Funkturm, predikade den katolske teologen Johannes Pinsk.
| Berlin, 17 juli 1954 – antal röster: 1018 – absolut flertal: 510 | Berlin, 17 juli 1954 – antal röster: 1018 – absolut flertal: 510 | Berlin, 17 juli 1954 – antal röster: 1018 – absolut flertal: 510 | Berlin, 17 juli 1954 – antal röster: 1018 – absolut flertal: 510 | Berlin, 17 juli 1954 – antal röster: 1018 – absolut flertal: 510 |
| Valomgång                                                        | Kandidat                                                         | Antal röster                                                     | Andel                                                            | Parti                                                            |
| ---------------------------------------------------------------- | ---------------------------------------------------------------- | ---------------------------------------------------------------- | ---------------------------------------------------------------- | ---------------------------------------------------------------- |
| I                                                                | Theodor Heuss                                                    | 871                                                              | 85,6 %                                                           | FDP                                                              |
| I                                                                | Alfred Weber                                                     | 12                                                               | 1,2 %                                                            | föreslagen av KPD                                                |
| I                                                                | Konrad Adenauer                                                  | 1                                                                | 0,1 %                                                            | CDU                                                              |
| I                                                                | Karl Dönitz                                                      | 1                                                                | 0,1 %                                                            |                                                                  |
| I                                                                | Louis Ferdinand av Preussen                                      | 1                                                                | 0,1 %                                                            |                                                                  |
| I                                                                | Marie-Elisabeth Lüders                                           | 1                                                                | 0,1 %                                                            |                                                                  |
| I                                                                | Ernst August IV av Hannover                                      | 1                                                                | 0,1 %                                                            |                                                                  |
| I                                                                | Franz-Josef Wuermeling                                           | 1                                                                | 0,1 %                                                            |                                                                  |
| Därmed hade Theodor Heuss återvalts som förbundspresident.       |                                                                  |                                                                  |                                                                  |                                                                  |

Eftersom Theodor Heuss hade omvalts behövde han inte på nytt installeras som president och hans ed från 1949 fortbestod. Han höll istället sitt inledningstal inför förbundsförsamlingen.

### 3:e förbundsförsamlingen (1 juli 1959)
Den tredje förbundsförsamlingen ägde rum den 1 juli 1959 i Ostpreußenhalle i Västberlin. Dess ordförande var förbundsdagens talman Eugen Gerstenmaier.
Den dåvarande näringsministern Heinrich Lübke valdes till förbundspresident. Under valupptakten fanns stora osäkerheter inom CDU/CSU. Förbundskansler Konrad Adenauer, som först hade ställt upp som kandidat, tog nämligen tillbaka sin kandidatur, eftersom han ansåg att han skulle få mindre inflytande som president än han hade som kansler, och då han ville förhindra att Ludwig Erhard blev förbundskansler. Efter långdragna diskussioner föll valet slutligen på Lübke.
Carlo Schmid och Max Becker ansågs inte ha några stora chanser i valet.
I det här valet hade medlemmarna från förbundslandet Västberlin för första gången full rösträtt.
| Berlin, 1 juli 1959 – antal röster: 1038 – absolut flertal: 520 | Berlin, 1 juli 1959 – antal röster: 1038 – absolut flertal: 520 | Berlin, 1 juli 1959 – antal röster: 1038 – absolut flertal: 520 | Berlin, 1 juli 1959 – antal röster: 1038 – absolut flertal: 520 | Berlin, 1 juli 1959 – antal röster: 1038 – absolut flertal: 520 |
| Valomgång                                                       | Kandidat                                                        | Röster                                                          | Andel                                                           | Parti                                                           |
| --------------------------------------------------------------- | --------------------------------------------------------------- | --------------------------------------------------------------- | --------------------------------------------------------------- | --------------------------------------------------------------- |
| I                                                               | Heinrich Lübke                                                  | 517 (516 i första rösträkningen)                                | 49,8 %                                                          | CDU                                                             |
| I                                                               | Carlo Schmid                                                    | 385                                                             | 37,1 %                                                          | SPD                                                             |
| I                                                               | Max Becker                                                      | 104                                                             | 10,0 %                                                          | FDP                                                             |
| I                                                               | nedlagda                                                        | 25                                                              | 2,4 %                                                           |                                                                 |
| I                                                               | röstade ej                                                      | 7                                                               | 0,7 %                                                           |                                                                 |
| II                                                              | Heinrich Lübke                                                  | 526                                                             | 50,7 %                                                          | CDU                                                             |
| II                                                              | Carlo Schmid                                                    | 386                                                             | 37,2 %                                                          | SPD                                                             |
| II                                                              | Max Becker                                                      | 99                                                              | 9,5 %                                                           | FDP                                                             |
| II                                                              | nedlagda                                                        | 22                                                              | 2,1 %                                                           |                                                                 |
| II                                                              | röstade ej                                                      | 5                                                               | 0,5 %                                                           |                                                                 |
| Därmed hade Heinrich Lübke valts till förbundspresident.        |                                                                 |                                                                 |                                                                 |                                                                 |

### 4:e förbundsförsamlingen (1 juli 1964)
Den 4:e förbundsförsamlingen ägde rum den 1 juli 1964 i Ostpreußenhalle i Västberlin. Dess ordförande var förbundsdagens talman Eugen Gerstenmaier.
President Heinrich Lübke omvaldes. SPD gav sitt stöd till Lübke i stället för att ställa upp med en egen kandidat och förebådade därmed den stora koalition, som till slut kom till stånd 1966 (Lübke förespråkade en sådan koalition). Likväl lades 187 röster ned, vilket därför ses som tecken på att i synnerhet många av SPD:s elektorer förhöll sig skeptiska till överenskommelsen.
| Berlin, 1 juli 1964 – antal röster: 1042 – absolut flertal: 522 | Berlin, 1 juli 1964 – antal röster: 1042 – absolut flertal: 522 | Berlin, 1 juli 1964 – antal röster: 1042 – absolut flertal: 522 | Berlin, 1 juli 1964 – antal röster: 1042 – absolut flertal: 522 | Berlin, 1 juli 1964 – antal röster: 1042 – absolut flertal: 522 |
| Valomgång                                                       | Kandidat                                                        | Röster                                                          | Andel                                                           | Parti                                                           |
| --------------------------------------------------------------- | --------------------------------------------------------------- | --------------------------------------------------------------- | --------------------------------------------------------------- | --------------------------------------------------------------- |
| I                                                               | Heinrich Lübke                                                  | 710                                                             | 68,1 %                                                          | CDU                                                             |
| I                                                               | Ewald Bucher                                                    | 123                                                             | 11,8 %                                                          | FDP                                                             |
| I                                                               | nedlagda                                                        | 187                                                             | 17,9 %                                                          |                                                                 |
| Därmed hade Heinrich Lübke återvalts som förbundspresident.     |                                                                 |                                                                 |                                                                 |                                                                 |

Lübkes edsavläggelse förföll, då det handlade om ett omval och eden han avlagt 1959 fortsatte att gälla; han höll istället ett ”introduktionstal” inför förbundsförsamlingen.

### 5:e förbundsförsamlingen (5 mars 1969)
Den femte förbundsförsamlingen ägde rum den 5 mars 1969 i Ostpreußenhalle i Västberlin. Dess ordförande var förbundsdagens talman Kai-Uwe von Hassel.
Justitieministern Gustav Heinemann blev vald till president. Han kandiderade som företrädare för SPD; kort innan valet beslöt FPD att stödja honom, medan NPD tillkännagav att de skulle rösta på CDU-kandidaten, försvarsminister Gerhard Schröder. Heinemann talade efter valet om ett ”stycke maktskifte” (Stück Machtwechsel). Efter förbundsdagsvalet några få månader senare bildades också en socialliberal koalition med SPD och FDP i förbundsdagen.
Valet av Heinemann var det hittills (2010) jämnaste valet i Förbundsrepubliken Tysklands historia. För hans motkandidat Gerhard Schröder fick inte bara röster från CDU/CSU och NPD, utan uppenbarligen också från representanter ur FDP:s högerflygel.
Heinemann är den ende som inte blev vald till förbundspresident med absolut majoritet. Först 25 år efter detta val (1994), blev det en tredje valomgång igen, där dock Roman Herzog valdes av ett absolut flertal.
| Berlin, 5 mars 1969 – antal röster: 1036 – absolut flertal: 519      | Berlin, 5 mars 1969 – antal röster: 1036 – absolut flertal: 519 | Berlin, 5 mars 1969 – antal röster: 1036 – absolut flertal: 519 | Berlin, 5 mars 1969 – antal röster: 1036 – absolut flertal: 519 | Berlin, 5 mars 1969 – antal röster: 1036 – absolut flertal: 519 |
| Valomgång                                                            | Kandidat                                                        | Röster                                                          | Andel                                                           | Parti                                                           |
| -------------------------------------------------------------------- | --------------------------------------------------------------- | --------------------------------------------------------------- | --------------------------------------------------------------- | --------------------------------------------------------------- |
| I                                                                    | Gustav Heinemann                                                | 514                                                             | 49,6 %                                                          | SPD                                                             |
| I                                                                    | Gerhard Schröder                                                | 501 (499 i den första rösträkningen)                            | 48,4 %                                                          | CDU                                                             |
| I                                                                    | nedlagda                                                        | 5 (6 i den första rösträkningen)                                | 0,5 %                                                           |                                                                 |
| I                                                                    | ogiltiga                                                        | 3 (2 i den första rösträkningen)                                | 0,3 %                                                           |                                                                 |
| I                                                                    | röstade ej                                                      | 13                                                              | 1,3 %                                                           |                                                                 |
| II                                                                   | Gustav Heinemann                                                | 511                                                             | 49,3 %                                                          | SPD                                                             |
| II                                                                   | Gerhard Schröder                                                | 507                                                             | 48,9 %                                                          | CDU                                                             |
| II                                                                   | nedlagda                                                        | 5                                                               | 0,5 %                                                           |                                                                 |
| II                                                                   | röstade ej                                                      | 13                                                              | 1,3 %                                                           |                                                                 |
| III                                                                  | Gustav Heinemann                                                | 512                                                             | 49,4 %                                                          | SPD                                                             |
| III                                                                  | Gerhard Schröder                                                | 506                                                             | 48,8 %                                                          | CDU                                                             |
| III                                                                  | nedlagda                                                        | 5                                                               | 0,5 %                                                           |                                                                 |
| III                                                                  | röstade ej                                                      | 13                                                              | 1,3 %                                                           |                                                                 |
| Därmed hade Gustav Heinemann valts till Tysklands förbundspresident. |                                                                 |                                                                 |                                                                 |                                                                 |

### 6:e förbundsförsamlingen (15 maj 1974)

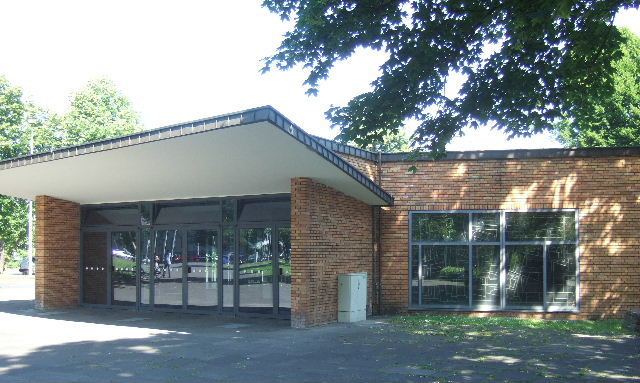
Ingången till Beethovenhalle i Bonn.

Den sjätte förbundsförsamlingen ägde rum den 15 maj 1974 i Beethovenhalle i Bonn. Dess ordförande var förbundsdagens talman Annemarie Renger.
Förbundsförsamlingen valde vicekanslern, utrikesministern och partiordföranden för FDP till förbundsrepubliken Tysklands fjärde president. Efter Willy Brandts avgång den 8 maj 1974 hade Scheel haft i uppdrag att sköta förbundskanslerns uppdrag som vicekansler. Scheel var vid tidpunkten då han valdes till statsöverhuvud alltså provisorisk regeringschef, då Helmut Schmidt först dagen därefter formellt valdes till förbundskansler.
Den förre befattningshavaren Gustav Heinemann hade avstått från att ställa upp för en ny mandatperiod. Om Scheels motiv att bli förbundspresident skrev Neue Zürcher Zeitung (NZZ): 
”Seine Absicht, Bundespräsident zu werden, wurde häufig und von ihm unwidersprochen mit seinem Gesundheitszustand in Verbindung gebracht.”
NZZ konstaterade också Scheels
”begreiflichen Wunsch nach Entlastung von dem Doppelamt des FDP-Parteivorsitzenden”.
Översättning: "Hans avsikt att bli förbundspresident kopplades ofta till hans hälsotillstånd vilket han själv inte motsatte sig", Scheels "begripliga önskan att avlastas från dubbelarbetet [både] som FDP-ordförande [och som vicekansler]". (Presidenten ska nämligen inte ha några partiuppdrag eller andra sidouppdrag när han innehar presidentämbetet.)
Scheel kandiderade för SPD och FDP. CDU-politikern Richard von Weizsäcker förlorade visserligen detta val, men blev sedermera president 1984.
Efter fyrmaktsöverenskommelsen om Berlin 1971 ägde presidentvalet nu rum i Bonn. Alla val som mellan 1954 och 1969 hade skett i Västberlin, hade Östtysklands regering sett som förolämpande. Regeringen i Östberlin argumenterade:
"der Bundespräsident sei das Staatsoberhaupt der Bundesrepublik Deutschland und dürfe nicht in West-Berlin gewählt werden, da diese Stadt mit ihrem Sonderstatus kein Bundesland der Bundesrepublik Deutschland sei."
Översättning: "Förbundspresidenten anses vara statsöverhuvud i förbundsrepubliken Tyskland och borde inte få bli vald i Västberlin, eftersom denna stad med sin speciella status inte är en delstat i förbundsrepubliken Tyskland."
Först 20 år senare, efter Tysklands återförening, sammanträdde förbundsförsamlingen i Berlin återigen.
| Bonn, 15. Mai 1974 – antal röster: 1036 – absolut flertal: 519 | Bonn, 15. Mai 1974 – antal röster: 1036 – absolut flertal: 519 | Bonn, 15. Mai 1974 – antal röster: 1036 – absolut flertal: 519 | Bonn, 15. Mai 1974 – antal röster: 1036 – absolut flertal: 519 | Bonn, 15. Mai 1974 – antal röster: 1036 – absolut flertal: 519 |
| Valomgång                                                      | Kandidat                                                       | Röster                                                         | Andel                                                          | Parti                                                          |
| -------------------------------------------------------------- | -------------------------------------------------------------- | -------------------------------------------------------------- | -------------------------------------------------------------- | -------------------------------------------------------------- |
| I                                                              | Walter Scheel                                                  | 530                                                            | 51,2 %                                                         | FDP                                                            |
| I                                                              | Richard von Weizsäcker                                         | 498                                                            | 48,1 %                                                         | CDU                                                            |
| I                                                              | nedlagda                                                       | 5                                                              | 0,5 %                                                          |                                                                |
| I                                                              | ej avgivna röster                                              | 3                                                              | 0,3 %                                                          |                                                                |
| Därmed hade Walter Scheel valts till förbundspresident.        |                                                                |                                                                |                                                                |                                                                |

### 7:e förbundsförsamlingen (23 maj 1979)
Den sjunde förbundsförsamlingen ägde rum den 23 maj 1979 i Beethovenhalle i Bonn. Dess ordförande var vice talmännen Richard Stücklen, Hermann Schmitt-Vockenhausen och Liselotte Funcke, då talmannen Karl Carstens själv ställde upp i valet.
Carstens valdes till president. Förbundsdagens vice talman och tidigare talman Annemarie Renger, som kandiderade för SPD, blev den första kvinnliga presidentkandidaten. 
| Bonn, 23 maj 1979 – antal ledamöter 1036 – absolut flertal: 519 | Bonn, 23 maj 1979 – antal ledamöter 1036 – absolut flertal: 519 | Bonn, 23 maj 1979 – antal ledamöter 1036 – absolut flertal: 519 | Bonn, 23 maj 1979 – antal ledamöter 1036 – absolut flertal: 519 | Bonn, 23 maj 1979 – antal ledamöter 1036 – absolut flertal: 519 |
| Valomgång                                                       | Kandidat                                                        | Röster                                                          | Andel                                                           | Parti                                                           |
| --------------------------------------------------------------- | --------------------------------------------------------------- | --------------------------------------------------------------- | --------------------------------------------------------------- | --------------------------------------------------------------- |
| I                                                               | Karl Carstens                                                   | 528                                                             | 51,0 %                                                          | CDU                                                             |
| I                                                               | Annemarie Renger                                                | 431                                                             | 41,6 %                                                          | SPD                                                             |
| I                                                               | nedlagda                                                        | 72                                                              | 6,9 %                                                           |                                                                 |
| I                                                               | ogiltiga                                                        | 1                                                               | 0,1 %                                                           |                                                                 |
| I                                                               | röstade ej                                                      | 4                                                               | 0,4 %                                                           |                                                                 |
| Därmed hade Karl Carstens valts till förbundspresident.         |                                                                 |                                                                 |                                                                 |                                                                 |

### 8:e förbundsförsamlingen (23 maj 1984)
Den åttonde förbundsförsamlingen ägde rum den 23 maj 1984 i Beethovenhalle i Bonn. Dess ordförande var förbundsdagens talman Rainer Barzel.
Richard von Weizsäcker, dåvarande regerande borgmästare i Berlin, valdes till förbundspresident. Weizsäcker kandiderade för andra gången; 1974 hade han förlorat valet mot Walter Scheel.
Weizsäcker var dittills den ende president, som fått stöd av båda de stora partierna redan i sitt första val.
De gröna, vilka 1983 gjorde sitt intåg i förbundsdagen, ställde upp med en egen kandidat, författaren Luise Rinser.
| Bonn, 23 maj 1984 – antal röster: 1040 – absolut flertal: 521    | Bonn, 23 maj 1984 – antal röster: 1040 – absolut flertal: 521 | Bonn, 23 maj 1984 – antal röster: 1040 – absolut flertal: 521 | Bonn, 23 maj 1984 – antal röster: 1040 – absolut flertal: 521 | Bonn, 23 maj 1984 – antal röster: 1040 – absolut flertal: 521 |
| Valomgång                                                        | Kandidat                                                      | Röster                                                        | Andel                                                         | Parti                                                         |
| ---------------------------------------------------------------- | ------------------------------------------------------------- | ------------------------------------------------------------- | ------------------------------------------------------------- | ------------------------------------------------------------- |
| I                                                                | Richard von Weizsäcker                                        | 832                                                           | 80,0 %                                                        | CDU                                                           |
| I                                                                | Luise Rinser                                                  | 68                                                            | 6,5 %                                                         | nominerad av De gröna                                         |
| I                                                                | ogiltiga/avlagda/röstade ej                                   | 140                                                           | 13,5 %                                                        |                                                               |
| Därmed hade Richard von Weizsäcker valts till förbundspresident. |                                                               |                                                               |                                                               |                                                               |

### 9:e förbundsförsamlingen (23 maj 1989)
Den nionde förbundsförsamlingen ägde rum den 23 maj 1989 i Beethovenhalle i Bonn. Dess ordförande var förbundsdagens talman Rita Süssmuth.
Richard von Weizsäcker blev omvald. Ånyo ställde inte SPD upp med en motkandidat. Weizsäcker hade framförallt vunnit respekt för sitt tal på 40:e årsdagen av krigsslutet den 8 maj 1985. Inte heller de gröna ställde upp med en motkandidat i det här valet, varför det är första och hittills enda gången det endast fanns en kandidat att välja.
| Bonn, 23 maj 1989 – antal röster: 1038 – absolut flertal: 520     | Bonn, 23 maj 1989 – antal röster: 1038 – absolut flertal: 520 | Bonn, 23 maj 1989 – antal röster: 1038 – absolut flertal: 520 | Bonn, 23 maj 1989 – antal röster: 1038 – absolut flertal: 520 | Bonn, 23 maj 1989 – antal röster: 1038 – absolut flertal: 520 |
| Valomgång                                                         | Kandidat                                                      | Röster                                                        | Andel                                                         | Parti                                                         |
| ----------------------------------------------------------------- | ------------------------------------------------------------- | ------------------------------------------------------------- | ------------------------------------------------------------- | ------------------------------------------------------------- |
| I                                                                 | Richard von Weizsäcker                                        | 881                                                           | 84,9 %                                                        | CDU                                                           |
| I                                                                 | Ogiltiga/nedlagda/röstade ej                                  | 157                                                           | 15,1 %                                                        |                                                               |
| Därmed hade Richard von Weizsäcker omvalts som förbundspresident. |                                                               |                                                               |                                                               |                                                               |

Under sammanträdets avslutning sjöng ledamöterna nationalsången ackompanjerade av en buccina-ensemble. En barngrupp, hälsad med applåder och ackompanjerad av sång från en ungdomskör, lyckönskade von Weizsäcker.

### 10:e förbundsförsamlingen (23 maj 1994)
Den tionde förbundsförsamlingen ägde rum den 23 maj 1994 i riksdagshuset i Berlin. Dess ordförande var förbundsdagens talman Rita Süssmuth.
Valet vanns av Roman Herzog, författningsdomstolens ordförande. Johannes Rau, Nordrhein-Westfalens ministerpresident, förlorade, men vann istället valet 1999. Den dåvarande SPD-ordföranden Rudolf Scharping förebrådde att man hållit fast vid Rau för länge. Beaktande Raus chanslöshet tänkte han tvinga Rau att ge upp till förmån för Hamm-Brücher och därmed slå in en kil mellan CDU/CSU och FDP.
Jens Reich och publicisten Hans Hirzel, som under nazitiden varit medlemmar i motståndsorganisationen Weiße Rose, sågs som chanslösa på förhand.
Efter ett 25 år långt uppehåll, som påtvingats genom fyrmaktsavtalet 1971, skedde förbundspresidentvalet efter Tysklands återförening åter i Berlin.
| Berlin, 23 maj 1994 – antal röster: 1324 – absolut flertal: 663 | Berlin, 23 maj 1994 – antal röster: 1324 – absolut flertal: 663 | Berlin, 23 maj 1994 – antal röster: 1324 – absolut flertal: 663 | Berlin, 23 maj 1994 – antal röster: 1324 – absolut flertal: 663 | Berlin, 23 maj 1994 – antal röster: 1324 – absolut flertal: 663 |                |
| Valomgång                                                       | Kandidat                                                        | Röster                                                          | Andel                                                           | Parti                                                           | Stödparti      |
| --------------------------------------------------------------- | --------------------------------------------------------------- | --------------------------------------------------------------- | --------------------------------------------------------------- | --------------------------------------------------------------- | -------------- |
| I                                                               | Roman Herzog                                                    | 604                                                             | 45,6 %                                                          | CDU                                                             | CDU            |
| I                                                               | Johannes Rau                                                    | 505                                                             | 38,1 %                                                          | SPD                                                             | SPD            |
| I                                                               | Hildegard Hamm-Brücher                                          | 132                                                             | 10,0 %                                                          | FDP                                                             | FDP            |
| I                                                               | Jens Reich                                                      | 62                                                              | 4,7 %                                                           |                                                                 | De gröna       |
| I                                                               | Hans Hirzel                                                     | 12                                                              | 0,9 %                                                           |                                                                 | Republikanerna |
| II                                                              | Roman Herzog                                                    | 622                                                             | 47,0 %                                                          | CDU                                                             | CDU            |
| II                                                              | Johannes Rau                                                    | 559                                                             | 42,2 %                                                          | SPD                                                             | SPD            |
| II                                                              | Hildegard Hamm-Brücher                                          | 126                                                             | 9,5 %                                                           | FDP                                                             | FDP            |
| II                                                              | Hans Hirzel                                                     | 11                                                              | 0,8 %                                                           |                                                                 | Republikanerna |
| III                                                             | Roman Herzog                                                    | 696                                                             | 52,6 %                                                          | CDU                                                             | CDU            |
| III                                                             | Johannes Rau                                                    | 605                                                             | 45,7 %                                                          | SPD                                                             | SPD            |
| III                                                             | Hans Hirzel                                                     | 11                                                              | 0,8 %                                                           |                                                                 | Republikanerna |
| Därmed hade Roman Herzog valts till förbundspresident.          |                                                                 |                                                                 |                                                                 |                                                                 |                |

### 11:e förbundsförsamlingen (23 maj 1999)
Den elfte förbundsförsamlingen ägde rum den 23 maj 1999 riksdagshuset i Berlin. Dess ordförande var förbundsdagens talman Wolfgang Thierse.
Valet vanns av Johannes Rau, som fem år tidigare förlorat förbundspresidentvalet mot Roman Herzog. SPD:s partiledare Oskar Lafontaine hade lovat Rau att tvinga igenom valet av honom som förbundspresident, när han hade avgått som Nordrhein-Westfalens ministerpresident. Trots att Lafontaine hade avgått i mars 1999 blev Rau SPD:s kandidat. Han kunde räkna med att bli vald, då socialdemokraterna och de gröna bara saknade sju röster från en egen absolut majoritet i förbundsförsamlingen och då han dessutom åtnjöt sympatier i FDP. Presidenten kunde dessutom i tredje valomgången bli vald med enkel majoritet enligt reglerna för valet.
Medvetna om att de inte kunde vinna valet gav sig CDU/CSU in i leken med Ilmenau-professorn Dagmar Schipanski, som efter valförlusten blev vetenskapsminister i Thüringen.
Teologiprofessorn Uta Ranke-Heinemann, som nominerades av PDS, var dotter till den tidigare förbundspresidenten Gustav Heinemann och moster till Johannes Raus hustru, Heinemanns dotterdotter.
| Berlin, 23 maj 1999 – antal röster: 1333 – absolut flertal: 670 | Berlin, 23 maj 1999 – antal röster: 1333 – absolut flertal: 670 | Berlin, 23 maj 1999 – antal röster: 1333 – absolut flertal: 670 | Berlin, 23 maj 1999 – antal röster: 1333 – absolut flertal: 670 | Berlin, 23 maj 1999 – antal röster: 1333 – absolut flertal: 670 |
| Valomgång                                                       | Kandidat                                                        | Röster                                                          | Andel                                                           | Parti                                                           |
| --------------------------------------------------------------- | --------------------------------------------------------------- | --------------------------------------------------------------- | --------------------------------------------------------------- | --------------------------------------------------------------- |
| I                                                               | Johannes Rau                                                    | 657                                                             | 49,1 %                                                          | SPD                                                             |
| I                                                               | Dagmar Schipanski                                               | 588                                                             | 43,9 %                                                          | CDU                                                             |
| I                                                               | Uta Ranke-Heinemann                                             | 69                                                              | 5,2 %                                                           | nominerad av PDS                                                |
| II                                                              | Johannes Rau                                                    | 690                                                             | 51,6 %                                                          | SPD                                                             |
| II                                                              | Dagmar Schipanski                                               | 572                                                             | 42,8 %                                                          | CDU                                                             |
| II                                                              | Uta Ranke-Heinemann                                             | 62                                                              | 4,6 %                                                           | nominerad av PDS                                                |
| Därmed hade Johannes Rau valts till förbundspresident.          |                                                                 |                                                                 |                                                                 |                                                                 |

### 12:e förbundsförsamlingen (23 maj 2004)
Den tolfte förbundsförsamlingen ägde rum den 23 maj 2004 i riksdagshuset i Berlin. Dess ordförande var förbundsdagens talman Wolfgang Thierse.
I 2004 års val ställde den tidigare chefen för Internationella valutafonden, Horst Köhler (CDU), samt rektorn för Europa-Universität Viadrina i Frankfurt an der Oder, Gesine Schwan (SPD), upp. CDU/CSU:s förbundsdagsgrupp lyckades inte driva igenom sin favorit Wolfgang Schäuble som kandidat hos delar av CDU och FDP. De båda kandidaterna hade drivit ett slags valkampanj, även om Köhler kunde räkna med CDU/CSU:s och FDP:s absoluta majoritet i förbundsförsamlingen. Valet kunde dessutom komma att avgöras med enkel majoritet i tredje valomgången.
De 604 röster Horst Köhler fick överskred den absoluta majoriteten med bara en röst vilket var betydligt mindre än väntat. Det förekom nio nedlagda och två ogiltiga röster. Av det kan man sluta sig till att minst nio ledamöter från CDU/CSU/FDP-sidan röstade för Schwan (ifall alla nedlagda och ogiltiga röster avgavs från den sidan; i annat fall ännu fler). En ledamot från SPD-sidan uteblev från förbundsförsamlingen av hälsoskäl. Antalet mandat hade minskats med ett, då förbundsdagsledamoten Anke Hartnagel (SPD) avled innan presidentvalet och hennes plats inte fick någon ersättare, eftersom det var ett överhängsmandat.
I sitt tacktal eftersträvade Köhler att försöka ge rättvisa åt arvet efter Johannes Rau och introducera sig som en medlare och förtroendeingivande person. Han hyllade den tyska enigheten, varvid han krävde ett ”idéernas Tyskland” och ett barnvänligare samhälle.
Förbundsförsamlingen hade följande sammansättning vid 2004 års presidentval:
| Ledamöter i den 12:e förbundsförsamlingen efter parti | Ledamöter i den 12:e förbundsförsamlingen efter parti | Ledamöter i den 12:e förbundsförsamlingen efter parti | Ledamöter i den 12:e förbundsförsamlingen efter parti | Ledamöter i den 12:e förbundsförsamlingen efter parti | Ledamöter i den 12:e förbundsförsamlingen efter parti | Ledamöter i den 12:e förbundsförsamlingen efter parti | Ledamöter i den 12:e förbundsförsamlingen efter parti | Ledamöter i den 12:e förbundsförsamlingen efter parti | Ledamöter i den 12:e förbundsförsamlingen efter parti | Ledamöter i den 12:e förbundsförsamlingen efter parti | Ledamöter i den 12:e förbundsförsamlingen efter parti | Ledamöter i den 12:e förbundsförsamlingen efter parti | Ledamöter i den 12:e förbundsförsamlingen efter parti | Ledamöter i den 12:e förbundsförsamlingen efter parti | Ledamöter i den 12:e förbundsförsamlingen efter parti | Ledamöter i den 12:e förbundsförsamlingen efter parti | Ledamöter i den 12:e förbundsförsamlingen efter parti | Ledamöter i den 12:e förbundsförsamlingen efter parti | Ledamöter i den 12:e förbundsförsamlingen efter parti |
| Parti                                                 | Ledamöter sammanlagt                                  | varav förbundsdagsledamöter                           | varav delstatsrepresentanter                          | varav delstatsrepresentanter                          | varav delstatsrepresentanter                          | varav delstatsrepresentanter                          | varav delstatsrepresentanter                          | varav delstatsrepresentanter                          | varav delstatsrepresentanter                          | varav delstatsrepresentanter                          | varav delstatsrepresentanter                          | varav delstatsrepresentanter                          | varav delstatsrepresentanter                          | varav delstatsrepresentanter                          | varav delstatsrepresentanter                          | varav delstatsrepresentanter                          | varav delstatsrepresentanter                          | varav delstatsrepresentanter                          | varav delstatsrepresentanter                          |
|                                                       |                                                       |                                                       | sammanlagt                                            | BW                                                    | BY                                                    | BE                                                    | BR                                                    | HB                                                    | HH                                                    | HE                                                    | MV                                                    | NI                                                    | NW                                                    | RP                                                    | SL                                                    | SN                                                    | ST                                                    | SH                                                    | TH                                                    |
| ----------------------------------------------------- | ----------------------------------------------------- | ----------------------------------------------------- | ----------------------------------------------------- | ----------------------------------------------------- | ----------------------------------------------------- | ----------------------------------------------------- | ----------------------------------------------------- | ----------------------------------------------------- | ----------------------------------------------------- | ----------------------------------------------------- | ----------------------------------------------------- | ----------------------------------------------------- | ----------------------------------------------------- | ----------------------------------------------------- | ----------------------------------------------------- | ----------------------------------------------------- | ----------------------------------------------------- | ----------------------------------------------------- | ----------------------------------------------------- |
| CDU/CSU                                               | 539                                                   | 247                                                   | 292                                                   | 37                                                    | 62                                                    | 6                                                     | 6                                                     | 2                                                     | 6                                                     | 22                                                    | 5                                                     | 30                                                    | 50                                                    | 12                                                    | 4                                                     | 22                                                    | 9                                                     | 8                                                     | 11                                                    |
| SPD                                                   | 459                                                   | 250                                                   | 209                                                   | 27                                                    | 20                                                    | 8                                                     | 8                                                     | 3                                                     | 5                                                     | 13                                                    | 6                                                     | 21                                                    | 57                                                    | 15                                                    | 4                                                     | 4                                                     | 4                                                     | 10                                                    | 4                                                     |
| FDP                                                   | 83                                                    | 47                                                    | 36                                                    | 6                                                     |                                                       | 2                                                     |                                                       |                                                       |                                                       | 4                                                     |                                                       | 5                                                     | 13                                                    | 2                                                     |                                                       |                                                       | 3                                                     | 1                                                     |                                                       |
| De gröna                                              | 90                                                    | 55                                                    | 35                                                    | 5                                                     | 8                                                     | 2                                                     |                                                       |                                                       | 1                                                     | 4                                                     |                                                       | 4                                                     | 9                                                     | 1                                                     |                                                       |                                                       |                                                       | 1                                                     |                                                       |
| PDS                                                   | 31                                                    | 2                                                     | 29                                                    |                                                       |                                                       | 6                                                     | 5                                                     |                                                       |                                                       |                                                       | 2                                                     |                                                       |                                                       |                                                       |                                                       | 8                                                     | 4                                                     |                                                       | 4                                                     |
| övriga partier                                        | 3                                                     | 1                                                     | 2                                                     |                                                       |                                                       |                                                       | 1                                                     |                                                       |                                                       |                                                       |                                                       |                                                       |                                                       |                                                       |                                                       |                                                       |                                                       | 1                                                     |                                                       |
| Tillhopa                                              | 1205                                                  | 602                                                   | 603                                                   | 75                                                    | 90                                                    | 24                                                    | 20                                                    | 5                                                     | 12                                                    | 43                                                    | 13                                                    | 60                                                    | 129                                                   | 30                                                    | 8                                                     | 34                                                    | 20                                                    | 21                                                    | 19                                                    |

| Berlin, 23 maj 2004 – antal röster: 1204 – absolut flertal: 603 | Berlin, 23 maj 2004 – antal röster: 1204 – absolut flertal: 603 | Berlin, 23 maj 2004 – antal röster: 1204 – absolut flertal: 603 | Berlin, 23 maj 2004 – antal röster: 1204 – absolut flertal: 603 | Berlin, 23 maj 2004 – antal röster: 1204 – absolut flertal: 603 |
| Valomgång                                                       | Kandidat                                                        | Röster                                                          | Andel                                                           | Parti                                                           |
| --------------------------------------------------------------- | --------------------------------------------------------------- | --------------------------------------------------------------- | --------------------------------------------------------------- | --------------------------------------------------------------- |
| I                                                               | Horst Köhler                                                    | 604                                                             | 50,1 %                                                          | CDU                                                             |
| I                                                               | Gesine Schwan                                                   | 589                                                             | 48,9 %                                                          | SPD                                                             |
| Därmed hade Horst Köhler valts till förbundspresident.          |                                                                 |                                                                 |                                                                 |                                                                 |

### 13:e förbundsförsamlingen (23 maj 2009)
Den trettonde förbundsförsamlingen ägde rum den 23 maj 2009 i riksdagshuset i Berlin. Dess ordförande var förbundsdagens talman Norbert Lammert. Förbundsförsamlingen bestod per den 21 maj 2008 av 612 förbundsdagsledamöter samt 612 medlemmar valda av lantdagarna. Antalet ledamöter varje folkrepresentation hade att välja fastställdes av förbundsregeringen den 27 januari 2009 och tillkännagavs i Bundesgesetzblatt den 30 januari 2009.
Horst Köhler, som hade varit förbundspresident sedan 2004, kandiderade igen. Socialdemokraterna nominerade sin kandidat från 2004, Gesine Schwan, ånyo. Vänstern förde fram skådespelaren Peter Sodann som kandidat. NPD och DVU nominerade den högerextreme låtskrivaren Frank Rennicke.
Förbundsförsamlingens sammansättning såg ut som följer:
| Parti                            | Mandat | Andel  |
| -------------------------------- | ------ | ------ |
| CDU/CSU                          | 497    | 40,6 % |
| SPD                              | 418    | 34,2 % |
| FDP                              | 107    | 8,7 %  |
| De gröna                         | 95     | 7,8 %  |
| Vänstern                         | 90     | 7,4 %  |
| Freie Wähler (FW)                | 10     | 0,8 %  |
| NPD                              | 3      | 0,2 %  |
| DVU                              | 1      | 0,1 %  |
| SSW                              | 1      | 0,1 %  |
| Politiska vildar i förbundsdagen | 2      | 0,2 %  |
|                                  | 1 224  |        |

| Berlin, 23 maj 2009 – antal röster: 1224* – absolut flertal: 613   | Berlin, 23 maj 2009 – antal röster: 1224* – absolut flertal: 613 | Berlin, 23 maj 2009 – antal röster: 1224* – absolut flertal: 613 | Berlin, 23 maj 2009 – antal röster: 1224* – absolut flertal: 613 | Berlin, 23 maj 2009 – antal röster: 1224* – absolut flertal: 613 | Berlin, 23 maj 2009 – antal röster: 1224* – absolut flertal: 613 |
| Valomgång                                                          | Kandidat                                                         | Röster                                                           | Andel                                                            | Partitillhörighet                                                | Stödpartier                                                      |
| ------------------------------------------------------------------ | ---------------------------------------------------------------- | ---------------------------------------------------------------- | ---------------------------------------------------------------- | ---------------------------------------------------------------- | ---------------------------------------------------------------- |
| I                                                                  | Horst Köhler                                                     | 613                                                              | 50,1 %                                                           | CDU                                                              | CDU, CSU, FDP, Freie Wähler                                      |
| I                                                                  | Gesine Schwan                                                    | 503                                                              | 41,1 %                                                           | SPD                                                              | SPD, Allians 90/De gröna, SSW                                    |
| I                                                                  | Peter Sodann                                                     | 91                                                               | 7,4 %                                                            | partilös                                                         | Vänstern                                                         |
| I                                                                  | Frank Rennicke                                                   | 4                                                                | 0,3 %                                                            | NPD                                                              | NPD, DVU                                                         |
| I                                                                  | nedlagda                                                         | 10                                                               | 0,8 %                                                            |                                                                  |                                                                  |
| I                                                                  | ogiltiga                                                         | 2                                                                | 0,2 %                                                            |                                                                  |                                                                  |
| Därmed hade Horst Köhler omvalts till Tysklands förbundspresident. |                                                                  |                                                                  |                                                                  |                                                                  |                                                                  |

*En absolut majoritet av avgivna röster avgör valet. Under valet var bara 1 223 röstberättigade närvarande, då Wolfgang Gehrcke (Die Linke) av hälsoskäl tvingades utebli från förbundsförsamlingen.

### 14:e förbundsförsamlingen (30 juni 2010)
På talman Norbert Lammerts kallelse av den 1 juni 2010 samlades förbundsförsamlingen den 30 juni 2010 i riksdagshuset i Berlin. Detta efter att förbundspresident Horst Köhler hade avgått i förtid den 31 maj samma år, drygt ett år efter att han hade återvalts som förbundspresident 2009.
CDU/CSU och FDP nominerade Niedersachsens ministerpresident Christian Wulff (CDU) som kandidat. SPD och Allians 90/De gröna kontrade med den opolitiske Joachim Gauck. Vänstern (Die Linke) nominerade sin förbundsdagsledamot Lukrezia Jochimsen (kallad Luc Jochimsen). NPD nominerade som tidigare i 2009 års val den högerextremistiske låtskrivaren Frank Rennicke.
Den 17 juni valdes de sista elektorerna av delstatsparlamenten. Förbundsförsamlingens partipolitiska sammansättning var därefter följande:
| Parti               | Medlemmar (sammanlagt) | Medlemmar    | Medlemmar |
| Parti               | Medlemmar (sammanlagt) | Federal nivå | Delstater |
| ------------------- | ---------------------- | ------------ | --------- |
| CDU/CSU             | 496                    | 239          | 257       |
| SPD                 | 333                    | 146          | 187       |
| FDP                 | 148                    | 93           | 55        |
| Allians 90/De gröna | 129                    | 68           | 61        |
| Vänstern            | 124                    | 76           | 48        |
| Freie Wähler        | 10                     | 0            | 10        |
| NPD                 | 3                      | 0            | 3         |
| SSW                 | 1                      | 0            | 1         |
| Summa               | 1 244                  | 622          | 622       |

Valresultat i förbundsförsamlingen:
| Berlin 30 juni 2010 – avlagda röster: 1 244* – absolut flertal: 623 | Berlin 30 juni 2010 – avlagda röster: 1 244* – absolut flertal: 623 | Berlin 30 juni 2010 – avlagda röster: 1 244* – absolut flertal: 623 | Berlin 30 juni 2010 – avlagda röster: 1 244* – absolut flertal: 623 | Berlin 30 juni 2010 – avlagda röster: 1 244* – absolut flertal: 623 | Berlin 30 juni 2010 – avlagda röster: 1 244* – absolut flertal: 623 |
| Valomgång                                                           | Kandidat                                                            | Antal röster                                                        | Andel                                                               | Partitillhörighet                                                   | Stödpartier                                                         |
| ------------------------------------------------------------------- | ------------------------------------------------------------------- | ------------------------------------------------------------------- | ------------------------------------------------------------------- | ------------------------------------------------------------------- | ------------------------------------------------------------------- |
| I                                                                   | Christian Wulff                                                     | 600                                                                 | 48,2 %                                                              | CDU                                                                 | CDU, CSU, FDP                                                       |
| I                                                                   | Joachim Gauck                                                       | 499                                                                 | 40,1 %                                                              | partilös                                                            | SPD, Allians 90/De gröna, SSW                                       |
| I                                                                   | Lukrezia Jochimsen                                                  | 126                                                                 | 10,1 %                                                              | Vänstern                                                            | Vänstern                                                            |
| I                                                                   | Frank Rennicke                                                      | 3                                                                   | 0,2 %                                                               | NPD                                                                 | NPD                                                                 |
| I                                                                   | nedlagda                                                            | 13                                                                  | 1,0 %                                                               |                                                                     |                                                                     |
| I                                                                   | ogiltiga                                                            | 1                                                                   | 0,1 %                                                               |                                                                     |                                                                     |
| I                                                                   | röstade ej                                                          | 2                                                                   | 0,2 %                                                               |                                                                     |                                                                     |
| II                                                                  | Christian Wulff                                                     | 615                                                                 | 49,4 %                                                              | CDU                                                                 | CDU, CSU, FDP                                                       |
| II                                                                  | Joachim Gauck                                                       | 490                                                                 | 39,4 %                                                              | partilös                                                            | SPD, Allians 90/De gröna, SSW                                       |
| II                                                                  | Lukrezia Jochimsen                                                  | 123                                                                 | 9,9 %                                                               | Vänstern                                                            | Vänstern                                                            |
| II                                                                  | Frank Rennicke                                                      | 3                                                                   | 0,2 %                                                               | NPD                                                                 | NPD                                                                 |
| II                                                                  | nedlagda                                                            | 7                                                                   | 0,6 %                                                               |                                                                     |                                                                     |
| II                                                                  | ogiltiga                                                            | 1                                                                   | 0,1 %                                                               |                                                                     |                                                                     |
| II                                                                  | röstade ej                                                          | 5                                                                   | 0,4 %                                                               |                                                                     |                                                                     |
| III                                                                 | Christian Wulff                                                     | 625                                                                 | 50,2 %                                                              | CDU                                                                 | CDU, CSU, FDP                                                       |
| III                                                                 | Joachim Gauck                                                       | 494                                                                 | 39,7 %                                                              | partilös                                                            | SPD, Allians 90/De gröna, SSW                                       |
| III                                                                 | nedlagda                                                            | 121                                                                 | 9,7 %                                                               |                                                                     |                                                                     |
| III                                                                 | ogiltiga                                                            | 2                                                                   | 0,2 %                                                               |                                                                     |                                                                     |
| III                                                                 | röstade ej                                                          | 2                                                                   | 0,2 %                                                               |                                                                     |                                                                     |
| Därmed hade Christian Wulff valts till förbundspresident.           |                                                                     |                                                                     |                                                                     |                                                                     |                                                                     |

### 15:e förbundsförsamlingen (18 mars 2012)
Efter att förbundspresident Wulff hade avgått från ämbetet i förtid den 17 februari 2012 sammankallade förbundsdagens talman Norbert Lammert den 15:e förbundsförsamlingen till sammanträde på söndagen den 18 mars 2012 i riksdagshuset i Berlin. Förbundsregeringen meddelade i Bundesgesetzblatt hur många ledamöter förbundsländernas folkrepresentationer hade att välja.
Förbundsförsamlingens sammansättning:
| Parti               | Medlemmar sammanlagt | Medlemmar federal nivå | Medlemmar delstater | Andel  |
| ------------------- | -------------------- | ---------------------- | ------------------- | ------ |
| CDU/CSU             | 486                  | 237                    | 249                 | 39,2 % |
| SPD                 | 331                  | 146                    | 185                 | 26,7 % |
| Allians 90/De gröna | 147                  | 068                    | 079                 | 11,9 % |
| FDP                 | 136                  | 093                    | 043                 | 11,0 % |
| Vänstern            | 124                  | 076                    | 048                 | 10,0 % |
| Freie Wähler        | 010                  | 000                    | 010                 | 0,8 %  |
| NPD                 | 003                  | 000                    | 003                 | 0,2 %  |
| Piratpartiet        | 002                  | 000                    | 002                 | 0,2 %  |
| SSW                 | 001                  | 000                    | 001                 | 0,1 %  |
| Summa               | 1240                 | 620                    | 620                 | 100 %  |

Valresultat:
| Valomgång                                               | Kandidat        | Röster | Andel (av avgivna röster) | Stödpartier                                     |
| ------------------------------------------------------- | --------------- | ------ | ------------------------- | ----------------------------------------------- |
| Första valomgången                                      | Joachim Gauck   | 991    | 80,4 %                    | CDU, CSU, SPD, De gröna, FDP, Freie Wähler, SSW |
| Första valomgången                                      | Beate Klarsfeld | 126    | 10,2 %                    | Vänstern                                        |
| Första valomgången                                      | Olaf Rose       | 3      | 0,2 %                     | NPD                                             |
| Första valomgången                                      | nedlagda        | 108    | 8,8 %                     |                                                 |
| Första valomgången                                      | ogiltiga        | 4      | 0,3 %                     |                                                 |
| Därmed hade Joachim Gauck valts till förbundspresident. |                 |        |                           |                                                 |

### 16:e förbundsförsamlingen (12 februari 2017)
Den 6 juni 2016 tillkännagav förbundspresident Joachim Gauck att han inte ville återväljas till en andra mandatperiod av åldersskäl. Förbundsdagens talman Norbert Lammert fastställde redan den 17 december 2015 att förbundsförsamlingen skulle sammanträda den 12 februari 2017 i riksdagshuset i Berlin. Det är i enlighet med grundlagens artikel 54, att förbundsförsamlingen ska sammanträda för att välja förbundspresident inom trettio dagar före förbundspresidentens mandatperiods slut.
Den 1 oktober blev socialdemokraten Frank-Walter Steinmeier föreslagen av det socialdemokratiska SPD:s generalsekreterare och detta stöddes senare den 23 oktober av SPD:s partiledare Sigmar Gabriel och av partiet. Den 14 november 2016 tillkännagavs att han skulle stödjas av hela Angela Merkels tredje regering, en storkoalition mellan de kristdemokratiska partierna CDU/CSU och det socialdemokratiska SPD, efter att CDU/CSU också hade ställt sig bakom honom. Därmed blev det med stor sannolikhet han som skulle bli förbundspresident, då dessa partier hade en stor majoritet bakom sig i förbundsförsamlingen.
Frank-Walter Steinmeier har tidigare varit Tysklands utrikesminister två gånger, först 2005-2009 i Angela Merkels första storkoalition och därefter 2013-2017 i hennes andra storkoalition, hennes tredje regering. Han avgick från denna post den 27 januari 2017, eftersom han förväntades bli förbundspresident, och efterträddes av partiledaren Sigmar Gabriel. 2007 till 2009 var han också vicekansler sedan  Franz Müntefering avgått från den posten av familjeskäl. Han var sedan också kanslerskandidat i förbundsdagsvalet 2009 (utan att vara partiordförande/partiledare). Men när Angela Merkels CDU/CSU efter det valet istället bildade en ny regering med det liberala FDP, avgick han som kanslerskandidat och blev då istället partiets gruppledare i förbundsdagen under åren 2009-2013.
Valet i förbundsförsamlingen fick följande resultat:
| Första valomgången | Frank-Walter Steinmeier     | 931  | 74,3 % | SPD, CDU/CSU, Allians 90/De gröna, FDP och Sydslesvigsk Vælgerforening (SSW) |
| Första valomgången | Christoph Butterwegge       | 128  | 10,2 % | Die Linke (vänstern)                                                         |
| Första valomgången | Albrecht Glaser             | 42   | 3,4 %  | AfD                                                                          |
| Första valomgången | Alexander Hold              | 25   | 2,0 %  | Freie Wähler, BVB/FW                                                         |
| Första valomgången | Engelbert Sonneborn         | 10   | 0,8 %  | Piratpartiet och Die Partei ("partiet")                                      |
| Första valomgången | nedlagda/avstått            | 103  | 8,2 %  |                                                                              |
| Första valomgången | ogiltiga röster             | 14   | 1,1 %  |                                                                              |
| Första valomgången | totalt antal avgivna röster | 1253 | 100 %  |                                                                              |
| Genom att en absolut majoritet av ledamöternas röster uppnåddes blev Frank-Walter Steinmeier vald till förbundspresident redan i första valomgången. Han tillträdde den 19 mars 2017. |                             |      |        |                                                                              |

1. ↑  Procentandel anger antalet röster i förhållande till det totala antalet avgivna röster (inte i förhållande till det totala antalet medlemmar i förbundsförsamlingen). Det totala antalet avgivna röster var 1253 stycken.
2. ↑  Sydslesvigsk Vælgerforening eller SSW är ett danskt minoritetsparti i förbundslandet Schleswig-Holstein.
3. ↑  Partiet BVB, Brandenburger Vereinigte Bürgerbewegungen "Brandenburgs förenade medborgarrörelser", är en del av Freie Wähler-rörelsen i delstaten Brandenburg.

### 17:e förbundsförsamlingen (13februari 2022)

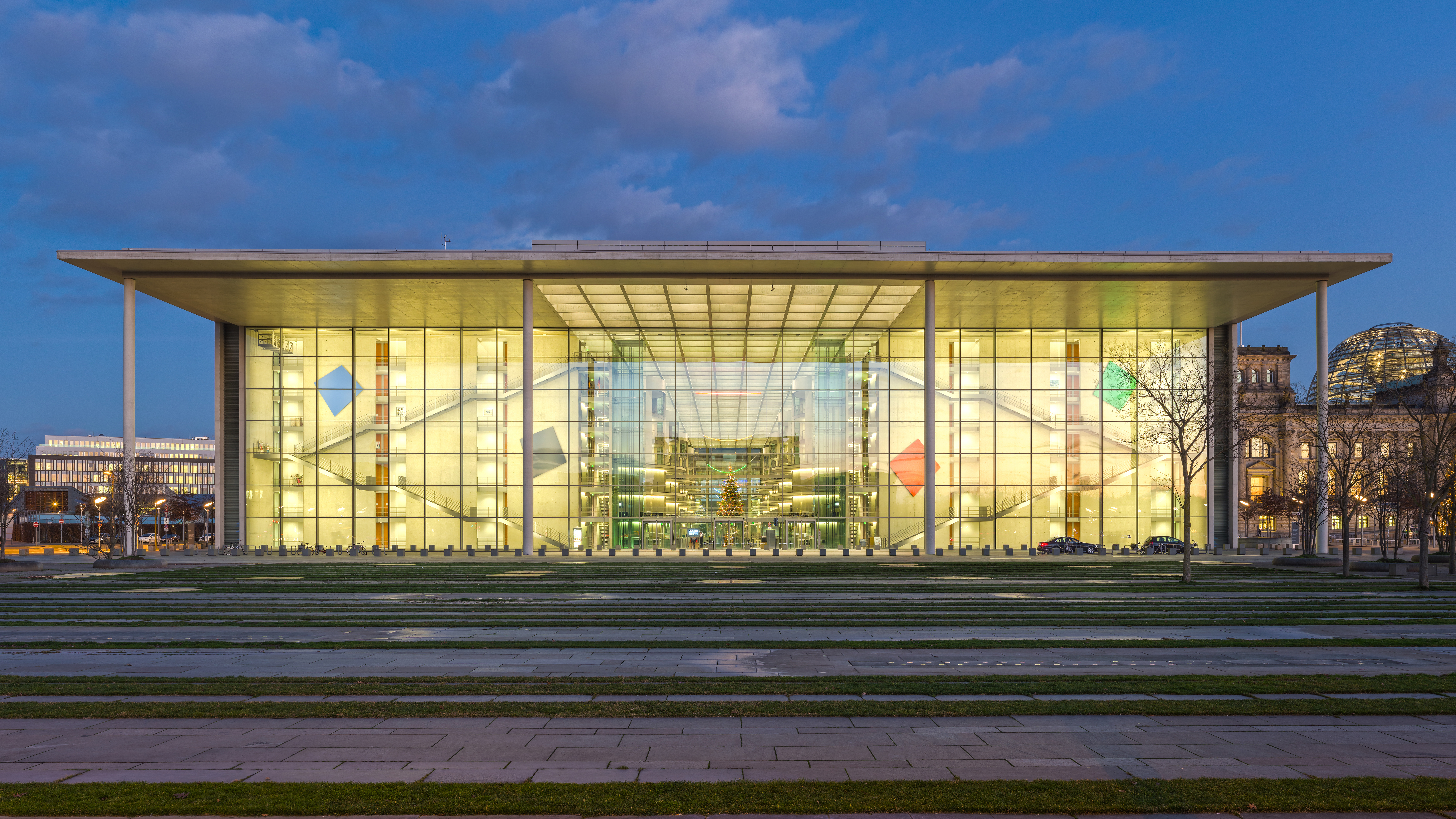
Paul-Löbe-Haus mittemot Bundeskanzleramt och precis norr om riksdagshuset i centrala Berlin. Byggnaden hör till förbundsdagens lokaler

Den 17:e förbundsförsamlingen ägde rum den 13 februari 2022 i Paul-Löbe-Haus i Berlin och inte i det gamla riksdagshuset på grund av Covid-19-pandemin. Sammankallande ordförande i församlingen var förbundsdagens talman Bärbel Bas.
Församlingen bestod av de 736 valda medlemmarna i tyska förbundsdagen (valda i förbundsdagsvalet i Tyskland 2021), plus ett lika stort antal delegerade som valts och sänts till Berlin av delstatsparlamenten i proportion till respektive delstats folkmängd och respektive delstatsparlaments partisammansättning.
Den tjänstgörande förbundspresidenten Frank-Walter Steinmeiers första mandatperiod löpte ut den 18 mars 2022 (fem år efter att han valdes till president). Han förklarade sig i maj 2021 beredd och villig att åter ställa upp som kandidat för ännu en mandatperiod. Samma person får nämligen återväljas till posten som förbundspresident ytterligare en gång. Dessförinnan hade några partier nominerat eller föreslagit ett antal kandidater. Efterhand uttalade sig partierna SPD, FDP, Allians 90/De gröna och CDU/CSU i tur och ordning för att välja om Steinmeier för ytterligare en mandatperiod.
Som motkandidater blev följande personer nominerade: die Linke nominerade den partilöse socialmedicinaren Gerhard Trabert. AfD nominerade Max Otte, en f.d. ordförande för den konservativa föreningen Werteunion ("Värdealliansen"). Freie Wähler nominerade Stefanie Gebauer.
Valresultat i förbundsförsamlingen:
| Första valomgången | Frank-Walter Steinmeier     | 1045 | 72,7 % | SPD, CDU/CSU, Allians 90/De gröna, FDP och Sydslesvigsk Vælgerforening (SSW) |
| Första valomgången | Max Otte                    | 140  | 9,7 %  | AfD                                                                          |
| Första valomgången | Gerhard Trabert             | 96   | 6,7 %  | Die Linke                                                                    |
| Första valomgången | Stefanie Gebauer            | 58   | 4,0 %  | Freie Wähler, samt ett parti i delstaten Brandenburg                         |
| Första valomgången | nedlagda/avstått            | 86   | 6,0 %  |                                                                              |
| Första valomgången | ogiltiga röster             | 12   | 0,8 %  |                                                                              |
| Första valomgången | totalt antal avgivna röster | 1437 | 100 %  |                                                                              |
| Genom att en absolut majoritet av ledamöternas röster uppnåddes blev Frank-Walter Steinmeier omvald som förbundspresident redan i första valomgången. |                             |      |        |                                                                              |

1. ↑  Procentandel anger antalet röster i förhållande till det totala antalet avgivna röster (inte i förhållande till det totala antalet medlemmar i förbundsförsamlingen). Det totala antalet avgivna röster var 1437 stycken.
2. ↑  Sydslesvigsk Vælgerforening eller SSW är ett danskt minoritetsparti i förbundslandet Schleswig-Holstein.
3. ↑  Partiet BVB, Brandenburger Vereinigte Bürgerbewegungen "Brandenburgs förenade medborgarrörelser", en del av Freie Wähler-rörelsen i delstaten Brandenburg.

## Webblänkar
- Wikimedia Commons har media som rör Bundesversammlung.
- Federal lag om förbundspresidentval i ordagrann lydelse
- Förbundsdagens information om förbundsförsamlingen
- Förbundsförsamlingens aktuella sammansättning – wahlrecht.de